# گاگارین (شهر)

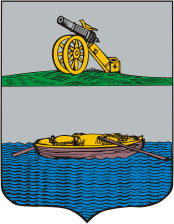
نشان شهر گاگارین

گاگارین (به روسی: Гагарин) شهری است در استان اسمالنسک در کشور روسیه. این شهر در ۲۳۹ کیلومتری شمال شرقی شهر اسمالنسک واقع شده است و مساحت آن ۱۱٫۵ کیلومتر مربع است. بر اساس سرشماری سال ۲۰۰۵، جمعیت شهر گاگارین ۲۷٫۸۰۰ نفر است. این شهر به افتخار یوری گاگارین نامگذاری شده است.

## تاریخچه
بین سال‌های ۱۷۷۶ تا ۱۹۶۸ این شهر با نام گژاتسک (به روسی: Гжатск) شناخته می‌شد. از آنجاییکه یوری گاگارین زادهٔ روستای کلوشینو از توابع گژاتسک بود، در سال ۱۹۶۸ میلادی و پس از مرگ نابهنگام گاگارین، نام این شهر به افتخار وی به «شهر گاگارین» تغییر داده شد.

### جنگ جهانی دوم
شهر گژاتسک در زمان جنگ جهانی دوم در تاریخ ۹ اکتبر ۱۹۴۱ توسط نیروهای آلمان نازی به اشغال درآمد، و پس از حدود دو سال در ۶ مارس ۱۹۴۳ توسط نیروهای ارتش سرخ آزاد شد.

## اقتصاد و صنایع
اقتصاد شهر گاگارین عمدتاً بر پایه صنایع تولیدی متوسط قرار دارد. از صنایع تولیدی عمده شهر می‌توان به موارد زیر اشاره کرد:
- کارخانجات ماشین‌سازی گاگارین
- کارخانجات لامپ‌سازی گاگارین
- کارخانجات سیستم‌های صوتی
- تولیدی لباس زنانه
- گارخانه ریسندگی و پردازش کتان
- کارخانه کنسرو سازی
- کارخانه تقطیر الکل
- کارخانه تولید شیر خشک

## دیدنی‌های شهر
- کلیسای جامع
- کلیسای الهه مادر
- موزه تاریخ
- موزه یادبود یوری گاگارین